# La Trinidad (Honduras)
La Trinidad (uit het Spaans: "De Drie-eenheid") is een gemeente (gemeentecode 0308) in het departement Comayagua in Honduras.
Het dorp heette eerst Trinidad de Las Cuevas. Het ligt ten zuiden van de beek El Rancho en ten noorden van de rivier Guare, tussen de bergketens Calichón en Cerro Grande.

## Bevolking
De bevolking is als volgt verdeeld:
| Vrouwen | 2315 | 49,3% |
| Mannen  | 2379 | 50,7% |

## Dorpen
De gemeente bestaat uit zeven dorpen (aldea), waarvan het grootste qua inwoneraantal: Tierra Blanca (code 030807).